# Rivetina baetica

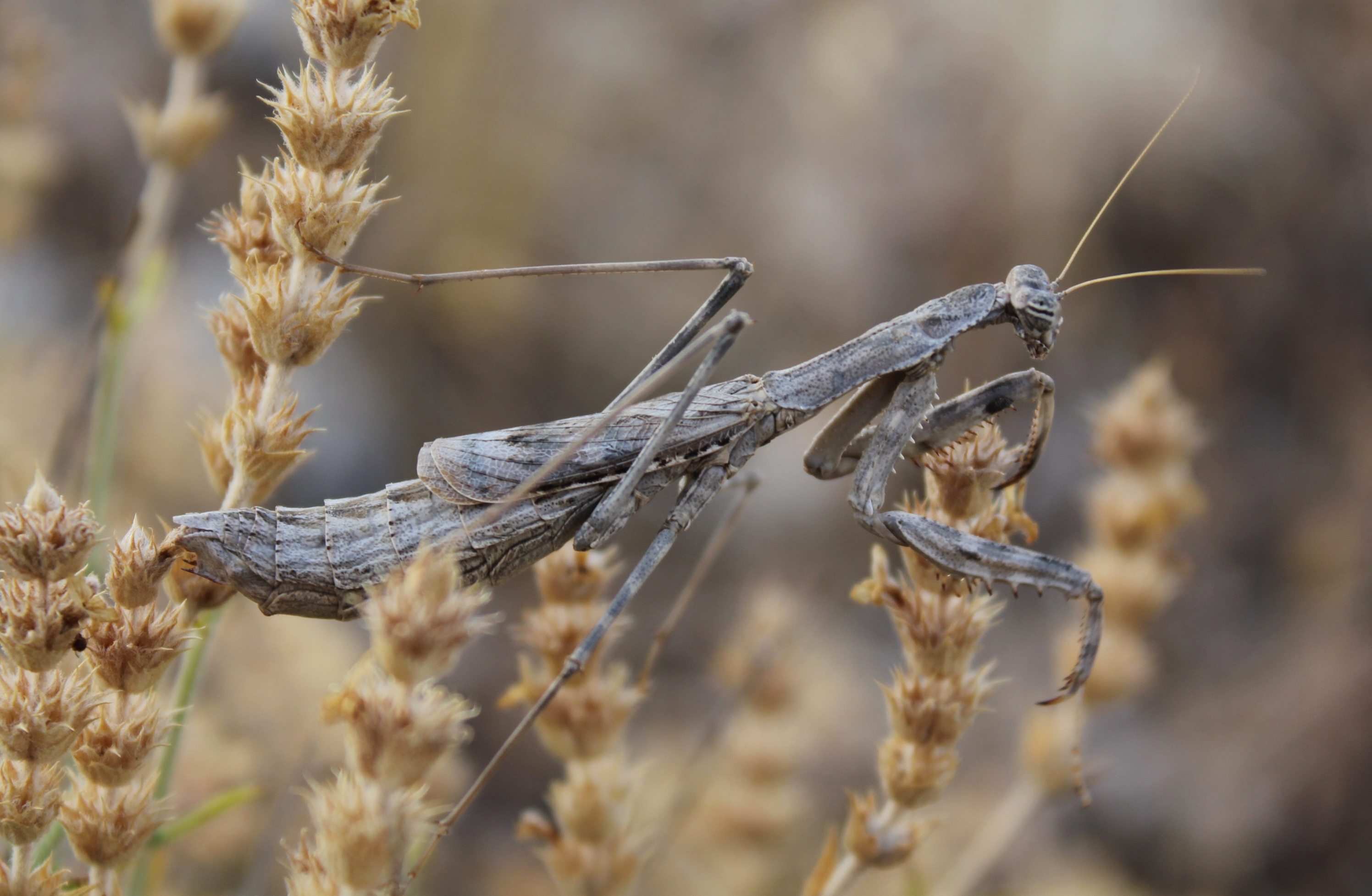
Rivetina baetica

Rivetina baetica ist eine Art der Fangschrecken und lebt im südlichen Mittelmeergebiet.

## Merkmale
Die Körperlänge adulter Weibchen beträgt 47–60 mm, Männchen bleiben kleiner. Damit ist die Art kleiner als die größten europäischen Arten, gehört aber zu den mittelgroßen Arten. Die Vorderflügel der Männchen werden 29–42 mm lang, die der Weibchen 16–24 mm. Der Körper ist grau gefärbt, mit einer schwachen Musterung. Die Augen werden von einem hell gebänderten schwarzen Mittelstreifen durchzogen. Die Fangbeine sind stark bedornt, auch schon an den Coxae, die stark verlängert sind und das erste Glied der Fangbeine darstellen. Die Seiten des Halsschildes, der eine dunkle Mittellinie aufweist, sind vor allem bei den Weibchen gezähnt. Die Weibchen haben verkürzte, abgestutzte Vorderflügel, die der Männchen erreichen die Hinterleibsspitze. Eine Ausnahme bilden die Männchen in Westanatolien und Griechenland, bei denen die Elytren nur etwa 2/3 der Hinterleibslänge ausmachen oder noch stärker verkürzt sind. Das Hinterflügelende weist einen großen Augenfleck auf. Auf dem Hinterleib verläuft manchmal mittig eine braune Musterung. Männchen haben längere Antennen als die Weibchen.

## Verbreitung und Lebensraum
Das europäische Verbreitungsgebiet der Art liegt im Süden und Osten der Iberischen Halbinsel, auf Sizilien, den Liparischen Inseln, Malta und im Osten Griechenlands sowie der Türkei. Die Unterart Rivetina baetica tenuidentata lebt in Nordafrika, von Marokko bis Tunesien und stellenweise in Libyen und Ägypten. In Westasien kommt die Art vom Südosten der Türkei bis Israel und von Ostanatolien bis Syrien vor und lebt auch auf Zypern. Auf der Iberischen Halbinsel lebt die Art im äußersten Süden Portugals, entlang der spanischen Südküste mit einem Verbreitungsschwerpunkt im Osten Andalusiens und in Murcia und entlang der spanischen Ostküste nördlich bis in die Provinz Barcelona. Es gibt außerdem Inlandpopulationen in der Provinz Ciudad Real und der Provinz Albacete. Namensgebend für die Art ist die Betische Kordillere.
Die Art bevorzugt heiße und trockene (xerotherme) Standorte, beispielsweise Macchie, lebt aber sogar in Dünen an den Küsten. In Zentralspanien bewohnt sie auch kontinentale Steppen und überlebt hier die verhältnismäßig kalten Wintertemperaturen.

## Lebensweise
Adulte Tiere finden sich von Juni bis September. Die Ablage der Ootheken erfolgt in den Boden.

## Taxonomie
Die Art wurde 1839 von Jules Pierre Rambur unter dem Namen Mantis baetica erstbeschrieben. Weitere Synonyme der Art lauten Mantis fasciata Thunberg, 1815, Fischeria baetica Rambur, 1839, Mantis pallasii Fieber, 1853, Mantis maculipennis Gistel, 1856 und Iris syriaca Saussure, 1869. Die frühere Beschreibung Thunbergs wird wissenschaftlich nicht als Erstbeschreibung akzeptiert, da sie nur sehr ungenau ist. Der nicht mehr als Unterart anerkannten Rivetina baetica balcanica wird manchmal der Artstatus zugesprochen, der Artstatus von Rivetina balcanica ist jedoch umstritten.

### Unterarten
Es sind zwei Unterarten bekannt:
- Rivetina baetica tenuidentata La Greca & Lombardo, 1982
- Rivetina baetica baetica